# Nadzabi csata
A nadzabi csata a második világháború csendes-óceáni hadszínterének egyik ütközete volt új-guineán a szövetségesek és a Japán Birodalom csapatai között 1943. szeptember 5-én. Az akcióban az amerikai-ausztrál alakulatok ejtőernyős támadással elfoglaltak egy repülőteret.

## A támadás

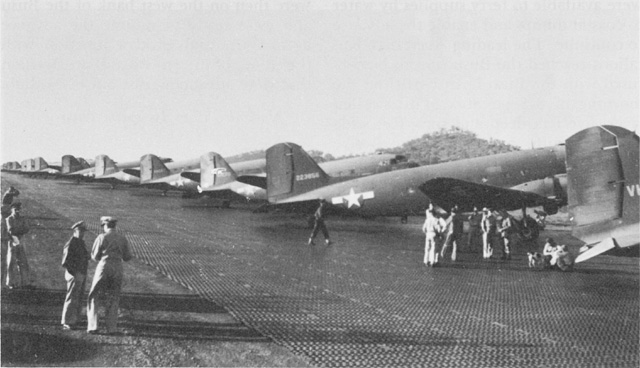
Az ejtőernyősökkel felszállásra váró gépek

A támadás célja a Postern hadművelet keretében a Huon-félszigeten folyó ausztrál előrenyomulás támogatása volt. Az ausztrálok célja a japán erősség, Lae elfoglalása volt. A terv az volt, hogy a település felé két irányból törnek előre a szövetségesek: ausztrál csapatok szeptember 4-én partra szálltak Laétól keletre, másnap más alakultok pedig megtámadták a nadzabi repülőteret.
A nadzabi akció az első nagyobb ejtőernyős vállalkozás volt a csendes-óceáni hadszíntéren. A részt vevő 302 repülőgép nyolc különböző repülőtérről indult. Az egyiken Douglas MacArthur amerikai tábornok, a másikon George Kenney tábornok utazott, hogy személyesen nézzék meg az ütközetet. MacArthur, aki nem félt attól, hogy japán lövedék találja el, de tartott attól, hogy rosszul lesz a legénység előtt a repüléstől, az akció után úgy összegzett: „Akár a parancsolat, úgy ment minden”.
Az akció bombázással kezdődött, ami után füstbe borították a területet, hogy megakadályozzák a japán légierő beavatkozását, végül az 503. ejtőernyősezred 1700 katonája, Kenneth H. Kinsler ezredes vezetésével, a repülőtérre ugrott. A japánokat a támadás teljesen váratlanul érte, és a létesítmény harc nélkül elesett. Az ugrás során három katona meghalt, 33 megsérült. A nap végére egy ausztrál üteg is landolt.
A repülőtér elfoglalása után az amerikai katonák három részre váltak. Az első zászlóalj a létesítményben maradt, a második és a harmadik pedig északra, illetve keletre indult, hogy védelmi vonalat hozzon létre. Megérkeztek azok az ausztrál katonák is, akik a Watut-folyó mentén a szárazföld belsejéből indultak, és megkezdődött a repülőtér felújítása. Az első C–47-es gép másnap reggel landolt.
Az egyetlen összecsapásra a repülőtér körzetében szeptember közepén került sor. A harcokban nyolc amerikai meghalt, 12 megsebesült. Szeptember 10-én az ausztrálok megkezdték Nadzabtól keletre az előrenyomulást Lae felé. A japánok felismerték, hogy nem fogják tudni megtartani a várost, ezért visszavonultak. Az utolsó nagyobb egységük szeptember 15-én hagyta el Laét, az első ausztrál katonák pedig másnap érkeztek a településre.